# Avalon Ballroom
Avalon Ballroom est une salle de spectacle située au 1268 Sutter Street à San Francisco.
L'endroit a été créé en 1911 et s'est appelé Puckett School of Dance. En haut la salle de bal avait un beau plancher en bois, un balcon en L, des miroirs, des colonnes et avait un papier peint rouge.
L'Avalon Ballroom avec le Fillmore Auditorium, le Fillmore West et le Winterland Arena ont été les quatre grandes salles de spectacle de la scène rock et de la contreculture hippie de Haight-Ashbury à San Francisco entre avril 1966 et novembre 1968.
Elle était dirigée par un groupe de hippies nommé The Family Dog, collectif fondé pour organiser des concerts, auquel appartenait le graphiste Stanley "Mouse" Miller. En 1966, Chet Helms a pris la direction du groupe et de l'Avalon Ballroom.
Les spectacles rassemblaient des musiciens de rock, de blues, de soul et de rock 'n' roll. On pouvait ainsi voir Moby Grape, Steve Miller, Bill Halley and his Comets, Bo Diddley, Grateful Dead, Jefferson Airplane et bien d’autres. C'était là qu’en juin 1966, Janis Joplin a fait sa première apparition en public avec Big Brother and the Holding Company.
Les affiches des spectacles ont été réalisées par les deux graphistes psychédéliques Stanley "Mouse" Miller et Alton Kelly.
La salle a été reprise par une autre compagnie de production a appelé Soundproof Productions. Elle est devenue un cinéma multi-salle pour finir en fabrique de matelas.